# Powells Crossroads
Powells Crossroads est une municipalité américaine située dans le comté de Marion au Tennessee.
Selon le recensement de 2010, Powells Crossroads compte 1 322 habitants. La municipalité s'étend sur 5,04 mille carré (13,05 km2).
Powells Crossroads est une municipalité depuis 1976,.